# سيمون سيمونز
سيمون سيمونز (بالهولندية:Simone Simons) (ولدت في 17 يناير 1985)، مغنية ميزو سوبرانو هولندية وشاعرة أغنية في فرقة السيموفني ميتال إبيكا، انضمت للفرقة عام 2002 بعد تأسيسها. كما غنت أيضا بالاشتراك مع فرق أخرى مثل كاميلوت و سون اوف سيسونز.

## وصلات خارجية
- سيمون سيمونز على موقع ميوزك برينز (الإنجليزية)
- سيمون سيمونز على موقع ديسكوغز (الإنجليزية)

- الموقع الرسمي
- في موقع الفرقة نسخة محفوظة 11 مايو 2012 على موقع واي باك مشين.